# Jakob Ihrler

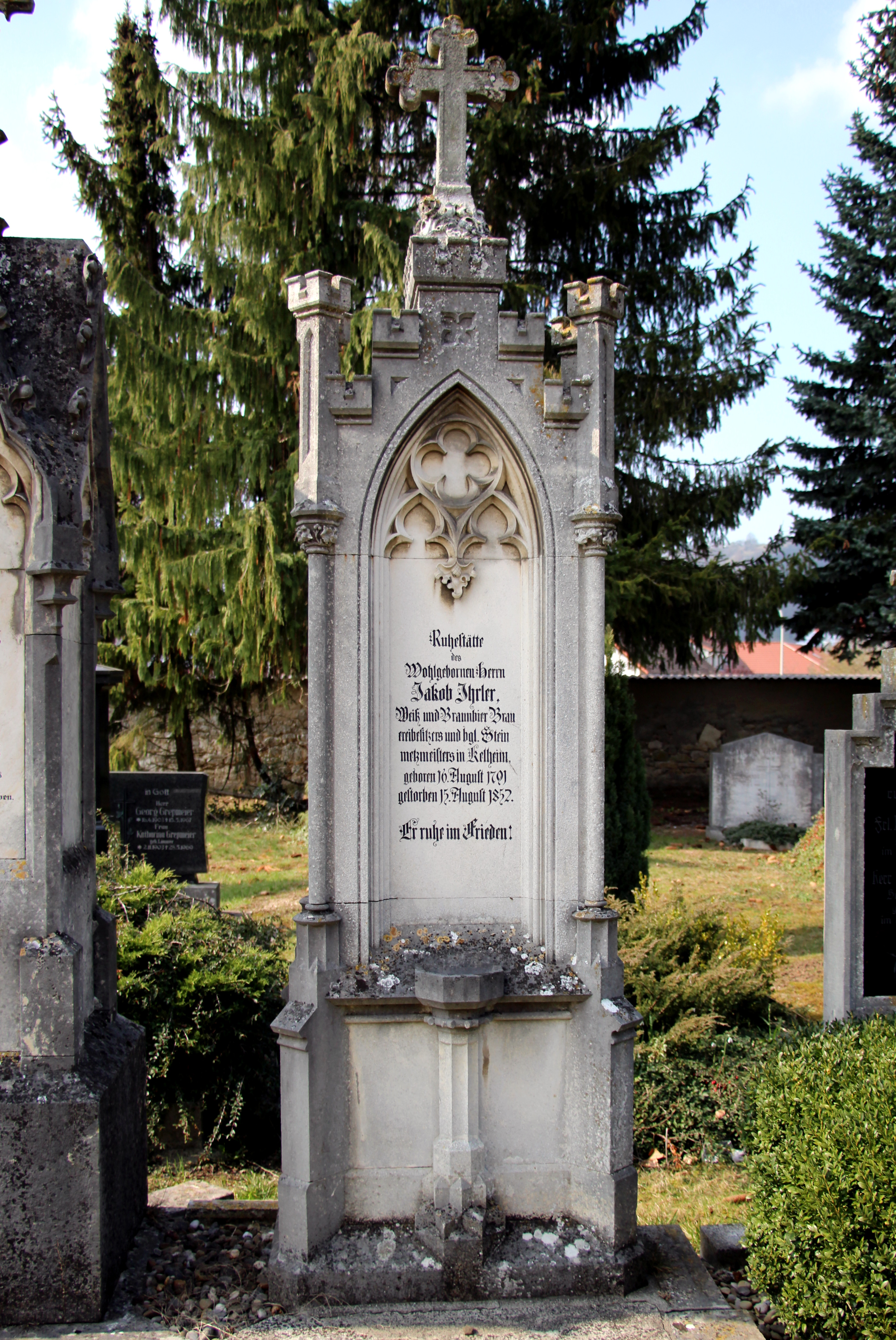
Das Grabmal des Jakob Ihrler in Kelheim

Jacobus (Jakob) Ihrler (* 16. August 1791 in Dietfurt an der Altmühl; † 15. August 1852 in Kelheim) war ein deutscher Steinmetzmeister und Steinbruchbesitzer. Er ist der Namensgeber der Gemeinde Ihrlerstein, die 1934 aus den Orten Neukelheim, Walddorf, Kleinwalddorf, Sausthal, Osterthal und Palmberg gebildet wurde.

## Leben
Ihrler übernahm 1822 von seinem Stiefvater dessen Kelheimer Steinmetzbetrieb und lieferte die Steine für den Bau der Ludwigsbrücke in München, was ihn über Kelheim hinaus bekannt machte. 1825 eröffnete er in Ihrlerstein einen weiteren Steinbruch, der sich für ihn und die Region als wahre Goldgrube erweisen sollte. Ihrler wurde der bedeutendste Unternehmer des Bezirks Kelheim und beschäftigte zeitweise über 200 Arbeiter. Der Ihrlersteiner Grünsandstein und der darunter liegende Kalkstein wurde durch Ihrler weit über Bayern hinaus bekannt. Verwendung fand der Sandstein u. a. beim Bau der Alten Pinakothek, für die Glyptothek und die Residenz in München sowie für die Befreiungshalle in Kelheim.
Ein Gelübde, eine Kirche zu errichten, konnte er nicht mehr erfüllen, was aber sein Schwiegersohn Carl Anton Lang für ihn nach dessen Tod tat. Er baute im späteren Ihrlerstein von 1860 bis 1873 die Jakobskirche, die es heute noch gibt.